# Укаймеденська обсерваторія
Укаймеденська обсерваторія (фр. Oukaïmeden Observatory) — астрономічна обсерваторія, розташована в комуні Укаймеден в Атлаських горах в Марокко.

## Спостереження
В обсерваторії проводиться Укаймеденський огляд неба для спостереження за малими тілами Сонячної системи.
Тут знаходиться телескоп TRAPPIST-Північ, який спеціалізується на пошуку екзопланет і керується з Космічним центром Університету Льєжа у Бельгії. Його двійник TRAPPIST-Південь розташованим в обсерваторії Ла Сілла в Чилі. Ці телескопи, зокрема, допомогли ідентифікувати екзопланетну систему TRAPPIST-1 у травні 2016 року.